# Bundestagswahlkreis Harburg
Der Wahlkreis Harburg (Wahlkreis 36) ist ein Bundestagswahlkreis in Niedersachsen. Er umfasst das Gebiet des Landkreises Harburg.
Der Wahlkreis wurde zur Bundestagswahl 2009 wieder neu eingerichtet und bekam die Wahlkreisnummer 37. Er existierte in dieser Abgrenzung als Wahlkreis 35 bereits bei den Bundestagswahlen von 1980 bis 1998. Bei den Bundestagswahlen 2002 und 2005 waren die Gemeinden des Landkreises Harburg auf die Wahlkreise 36 Soltau-Fallingbostel – Winsen Luhe und 37 Lüchow-Dannenberg – Lüneburg verteilt. Bei den Bundestagswahlen von 1949 bis 1976 bildete der Landkreis Harburg gemeinsam mit dem ehemaligen Landkreis Soltau den Bundestagswahlkreis Harburg – Soltau. Zur Wahl 2013 erhielt er die Nummer 36.

## Wahlkreisabgeordnete
| Wahl | Abgeordneter                                                                    | Abgeordneter                                                                    | Partei                                                                          | Stimmen in %                                                                    |
| ---- | ------------------------------------------------------------------------------- | ------------------------------------------------------------------------------- | ------------------------------------------------------------------------------- | ------------------------------------------------------------------------------- |
| 1980 |                                                                                 | Herbert Helmrich                                                                | CDU                                                                             | 44,2                                                                            |
| 1983 | 54,6                                                                            | Herbert Helmrich                                                                | CDU                                                                             |                                                                                 |
| 1987 | 50,3                                                                            | Herbert Helmrich                                                                | CDU                                                                             |                                                                                 |
| 1990 | 49,2                                                                            | Herbert Helmrich                                                                | CDU                                                                             |                                                                                 |
| 1994 |                                                                                 | Rudolf Meyer                                                                    | CDU                                                                             | 48,2                                                                            |
| 1998 |                                                                                 | Monika Griefahn                                                                 | SPD                                                                             | 46,6                                                                            |
| 2002 | Siehe BTW Soltau-Fallingbostel – Winsen L. und BTW Lüchow-Dannenberg – Lüneburg | Siehe BTW Soltau-Fallingbostel – Winsen L. und BTW Lüchow-Dannenberg – Lüneburg | Siehe BTW Soltau-Fallingbostel – Winsen L. und BTW Lüchow-Dannenberg – Lüneburg | Siehe BTW Soltau-Fallingbostel – Winsen L. und BTW Lüchow-Dannenberg – Lüneburg |
| 2005 | Siehe BTW Soltau-Fallingbostel – Winsen L. und BTW Lüchow-Dannenberg – Lüneburg | Siehe BTW Soltau-Fallingbostel – Winsen L. und BTW Lüchow-Dannenberg – Lüneburg | Siehe BTW Soltau-Fallingbostel – Winsen L. und BTW Lüchow-Dannenberg – Lüneburg | Siehe BTW Soltau-Fallingbostel – Winsen L. und BTW Lüchow-Dannenberg – Lüneburg |
| 2009 |                                                                                 | Michael Grosse-Brömer                                                           | CDU                                                                             | 40,6                                                                            |
| 2013 | 45,2                                                                            | Michael Grosse-Brömer                                                           | CDU                                                                             |                                                                                 |
| 2017 | 40,6                                                                            | Michael Grosse-Brömer                                                           | CDU                                                                             |                                                                                 |
| 2021 |                                                                                 | Svenja Stadler                                                                  | SPD                                                                             | 31,0                                                                            |
| 2025 |                                                                                 | Cornell-Anette Babendererde                                                     | CDU                                                                             | 33,2                                                                            |

## Wahlergebnisse

### Bundestagswahl 2025
| Kandidaten                                            | Kandidaten                               | Parteien/Listen     | Erststimmen | Erststimmen | Zweitstimmen | Zweitstimmen |
| Kandidaten                                            | Kandidaten                               | Parteien/Listen     | Stimmen     | %           | Stimmen      | %            |
| ----------------------------------------------------- | ---------------------------------------- | ------------------- | ----------- | ----------- | ------------ | ------------ |
|                                                       | Svenja Stadler                           | SPD                 | 45.742      | 26,3        | 35.733       | 20,5         |
|                                                       | Cornell-Anette Babendererdegewählt im WK | CDU                 | 57.718      | 33,2        | 53.029       | 30,4         |
|                                                       | Frerk Meyer                              | GRÜNE               | 18.423      | 10,6        | 22.502       | 12,9         |
|                                                       | Ingmar Schmidt                           | FDP                 | 6.047       | 3,5         | 8.478        | 4,9          |
|                                                       | Henning Schwieger                        | AfD                 | 28.906      | 16,6        | 29.324       | 16,8         |
|                                                       | Steffen Wetzel                           | DIE LINKE           | 10.309      | 5,9         | 12.298       | 7,1          |
|                                                       | —                                        | Tierschutzpartei    | –           | –           | 1.991        | 1,1          |
|                                                       | —                                        | dieBasis            | –           | –           | 491          | 0,3          |
|                                                       | —                                        | Die PARTEI          | –           | –           | 704          | 0,4          |
|                                                       | Andreas Oppermann                        | FREIE WÄHLER        | 3.142       | 1,8         | 1.602        | 0,9          |
|                                                       | —                                        | PIRATEN             | –           | –           | 258          | 0,1          |
|                                                       | Michael Riedel                           | Volt                | 2.625       | 1,5         | 1.461        | 0,8          |
|                                                       | —                                        | PdH                 | –           | –           | 105          | 0,1          |
|                                                       | —                                        | MLPD                | –           | –           | 31           | 0,0          |
|                                                       | —                                        | Bündnis Deutschland | –           | –           | 189          | 0,1          |
|                                                       | —                                        | BSW                 | –           | –           | 6.233        | 3,6          |
|                                                       | Jochen Manske                            | Einzelbewerber      | 1.046       | 0,6         | –            | –            |
| Gesamt                                                | Gesamt                                   | Gesamt              | 173.958     | 100         | 174.429      | 100          |
|                                                       |                                          |                     |             |             |              |              |
| Ungültige Stimmen                                     | Ungültige Stimmen                        | Ungültige Stimmen   | 1.176       | 0,7         | 705          | 0,4          |
| Wähler                                                | Wähler                                   | Wähler              | 175.134     | 86,4        | 175.134      | 86,4         |
| Wahlberechtigte                                       | Wahlberechtigte                          | Wahlberechtigte     | 202.671     |             | 202.671      |              |
|                                                       |                                          |                     |             |             |              |              |
| Quellen: Die Bundeswahlleiterin, Kandidaten – Stimmen |                                          |                     |             |             |              |              |

### Bundestagswahl 2021
Der Stimmzettel zur Bundestagswahl am 26. September 2021 umfasst 21 Landeslisten. Die Parteien haben folgende Kandidaten aufgestellt.
| Kandidaten                                            | Kandidaten                  | Parteien/Listen   | Erststimmen | Erststimmen | Zweitstimmen | Zweitstimmen |
| Kandidaten                                            | Kandidaten                  | Parteien/Listen   | Stimmen     | %           | Stimmen      | %            |
| ----------------------------------------------------- | --------------------------- | ----------------- | ----------- | ----------- | ------------ | ------------ |
|                                                       | Michael Grosse-Brömer       | CDU               | 46.711      | 29,1        | 39.850       | 24,8         |
|                                                       | Svenja Stadlergewählt im WK | SPD               | 49.773      | 31,0        | 46.765       | 29,1         |
|                                                       | Nino Ruschmeyer             | FDP               | 14.395      | 9,0         | 20.426       | 12,7         |
|                                                       | Henning Schwieger           | AfD               | 11.007      | 6,9         | 11.671       | 7,3          |
|                                                       | Nadja Weippert              | GRÜNE             | 24.120      | 15,0        | 26.777       | 16,7         |
|                                                       | Joachim Kotteck             | DIE LINKE         | 4.230       | 2,6         | 4.682        | 2,9          |
|                                                       | -                           | Die PARTEI        | –           | –           | 1.193        | 0,7          |
|                                                       | Mona Jonas-Tadjik           | Tierschutzpartei  | 3.561       | 2,2         | 2.360        | 1,5          |
|                                                       | Willy Klingenberg           | FREIE WÄHLER      | 3.515       | 2,2         | 2.404        | 1,5          |
|                                                       | -                           | PIRATEN           | –           | –           | 568          | 0,4          |
|                                                       | –                           | NPD               | –           | –           | 138          | 0,1          |
|                                                       | –                           | V-Partei³         | –           | –           | 113          | 0,1          |
|                                                       | –                           | ÖDP               | –           | –           | 141          | 0,1          |
|                                                       | -                           | MLPD              | –           | –           | 23           | 0,0          |
|                                                       | –                           | DKP               | –           | –           | 23           | 0,0          |
|                                                       | Christian Bahr              | dieBasis          | 2.850       | 1,8         | 2.452        | 1,5          |
|                                                       | –                           | du.               | –           | –           | 95           | 0,1          |
|                                                       | Hans-Christian Schröder     | LKR               | 351         | 0,2         | 151          | 0,1          |
|                                                       | -                           | Die Humanisten    | –           | –           | 130          | 0,1          |
|                                                       | –                           | Team Todenhöfer   | –           | –           | 433          | 0,3          |
|                                                       | –                           | Volt              | –           | –           | 347          | 0,2          |
| Gesamt                                                | Gesamt                      | Gesamt            | 160.513     | 100         | 160.742      | 100          |
|                                                       |                             |                   |             |             |              |              |
| Ungültige Stimmen                                     | Ungültige Stimmen           | Ungültige Stimmen | 1.122       | 0,7         | 893          | 0,6          |
| Wähler                                                | Wähler                      | Wähler            | 161.635     | 80,1        | 161.635      | 80,1         |
| Wahlberechtigte                                       | Wahlberechtigte             | Wahlberechtigte   | 201.740     |             | 201.740      |              |
|                                                       |                             |                   |             |             |              |              |
| Quellen: Die Bundeswahlleiterin, Kandidaten – Stimmen |                             |                   |             |             |              |              |

### Bundestagswahl 2017
Zur Bundestagswahl 2017 am 24. September wurden 7 Direktkandidaten und 18 Landeslisten zugelassen.
| Kandidaten                                            | Kandidaten                         | Parteien/Listen   | Erststimmen | Erststimmen | Zweitstimmen | Zweitstimmen |
| Kandidaten                                            | Kandidaten                         | Parteien/Listen   | Stimmen     | %           | Stimmen      | %            |
| ----------------------------------------------------- | ---------------------------------- | ----------------- | ----------- | ----------- | ------------ | ------------ |
|                                                       | Michael Grosse-Brömergewählt im WK | CDU               | 65.223      | 40,6        | 57.815       | 35,9         |
|                                                       | Svenja Stadler                     | SPD               | 44.017      | 27,4        | 35.377       | 22,0         |
|                                                       | Nadja Weippert                     | GRÜNE             | 14.565      | 9,1         | 16.410       | 10,2         |
|                                                       | Joachim Kotteck                    | DIE LINKE         | 8.638       | 5,4         | 10.117       | 6,3          |
|                                                       | Wolfgang Knobel                    | FDP               | 10.458      | 6,5         | 18.839       | 11,7         |
|                                                       | Roderik Pfreundschuh               | AfD               | 14.826      | 9,2         | 16.047       | 10,0         |
|                                                       | –                                  | PIRATEN           | –           | –           | 475          | 0,3          |
|                                                       | –                                  | NPD               | –           | –           | 358          | 0,2          |
|                                                       | –                                  | Tierschutzpartei  | –           | –           | 1.632        | 1,0          |
|                                                       | Timo Röntsch                       | FREIE WÄHLER      | 2.785       | 1,7         | 1.340        | 0,8          |
|                                                       | –                                  | MLPD              | –           | –           | 35           | 0,0          |
|                                                       | –                                  | BGE               | –           | –           | 209          | 0,1          |
|                                                       | –                                  | DiB               | –           | –           | 240          | 0,1          |
|                                                       | –                                  | DKP               | –           | –           | 31           | 0,0          |
|                                                       | –                                  | DM                | –           | –           | 201          | 0,1          |
|                                                       | –                                  | ÖDP               | –           | –           | 198          | 0,1          |
|                                                       | –                                  | Die PARTEI        | –           | –           | 1.238        | 0,8          |
|                                                       | –                                  | V-Partei³         | –           | –           | 293          | 0,2          |
| Gesamt                                                | Gesamt                             | Gesamt            | 160.512     | 100         | 160.855      | 100          |
|                                                       |                                    |                   |             |             |              |              |
| Ungültige Stimmen                                     | Ungültige Stimmen                  | Ungültige Stimmen | 1.325       | 0,8         | 982          | 0,6          |
| Wähler                                                | Wähler                             | Wähler            | 161.837     | 81,3        | 161.837      | 81,3         |
| Wahlberechtigte                                       | Wahlberechtigte                    | Wahlberechtigte   | 199.081     |             | 199.081      |              |
|                                                       |                                    |                   |             |             |              |              |
| Quellen: Die Bundeswahlleiterin, Kandidaten – Stimmen |                                    |                   |             |             |              |              |

### Bundestagswahl 2013
| Kandidaten                                            | Kandidaten                         | Parteien/Listen   | Erststimmen | Erststimmen | Zweitstimmen | Zweitstimmen |
| Kandidaten                                            | Kandidaten                         | Parteien/Listen   | Stimmen     | %           | Stimmen      | %            |
| ----------------------------------------------------- | ---------------------------------- | ----------------- | ----------- | ----------- | ------------ | ------------ |
|                                                       | Michael Grosse-Brömergewählt im WK | CDU               | 68.458      | 45,2        | 64.905       | 42,8         |
|                                                       | Svenja Stadler                     | SPD               | 47.908      | 31,6        | 42.915       | 28,3         |
|                                                       | Nicole Bracht-Bendt                | FDP               | 5.110       | 3,4         | 7.382        | 4,9          |
|                                                       | Martina Lammers                    | GRÜNE             | 10.754      | 7,1         | 14.078       | 9,3          |
|                                                       | Michèl Pauly                       | DIE LINKE         | 5.472       | 3,6         | 6.641        | 4,4          |
|                                                       | Robert Geislinger                  | PIRATEN           | 2.376       | 1,6         | 2.499        | 1,6          |
|                                                       | Ulrich Heim                        | NPD               | 1.112       | 0,7         | 1.193        | 0,8          |
|                                                       | –                                  | Tierschutzpartei  | –           | –           | 1.366        | 0,9          |
|                                                       | –                                  | MLPD              | –           | –           | 33           | 0,0          |
|                                                       | Bernd Lucke                        | AfD               | 8.704       | 5,7         | 9.069        | 6,0          |
|                                                       | –                                  | pro Deutschland   | –           | –           | 141          | 0,1          |
|                                                       | –                                  | REP               | –           | –           | 74           | 0,0          |
|                                                       | Willy Klingenberg                  | FREIE WÄHLER      | 1.509       | 1,0         | 1.145        | 0,8          |
|                                                       | –                                  | PBC               | –           | –           | 159          | 0,1          |
| Gesamt                                                | Gesamt                             | Gesamt            | 151.403     | 100         | 151.600      | 100          |
|                                                       |                                    |                   |             |             |              |              |
| Ungültige Stimmen                                     | Ungültige Stimmen                  | Ungültige Stimmen | 1.416       | 0,9         | 1.219        | 0,8          |
| Wähler                                                | Wähler                             | Wähler            | 152.819     | 78,4        | 152.819      | 78,4         |
| Wahlberechtigte                                       | Wahlberechtigte                    | Wahlberechtigte   | 194.856     |             | 194.856      |              |
|                                                       |                                    |                   |             |             |              |              |
| Quellen: Die Bundeswahlleiterin, Kandidaten – Stimmen |                                    |                   |             |             |              |              |

### Bundestagswahl 2009
| Kandidaten                                            | Kandidaten                         | Parteien/Listen      | Erststimmen | Erststimmen | Zweitstimmen | Zweitstimmen |
| Kandidaten                                            | Kandidaten                         | Parteien/Listen      | Stimmen     | %           | Stimmen      | %            |
| ----------------------------------------------------- | ---------------------------------- | -------------------- | ----------- | ----------- | ------------ | ------------ |
|                                                       | Monika Griefahn                    | SPD                  | 45.002      | 30,6        | 36.139       | 24,5         |
|                                                       | Michael Grosse-Brömergewählt im WK | CDU                  | 59.657      | 40,6        | 50.104       | 34,0         |
|                                                       | Nicole Bracht-Bendt                | FDP                  | 15.812      | 10,8        | 24.967       | 16,9         |
|                                                       | Hans-Christian Friedrichs          | GRÜNE                | 13.772      | 9,4         | 18.002       | 12,2         |
|                                                       | Herbert Schui                      | DIE LINKE            | 9.611       | 6,5         | 10.825       | 7,3          |
|                                                       | Sebastian Stöber                   | NPD                  | 1.935       | 1,3         | 1.636        | 1,1          |
|                                                       | –                                  | Die Tierschutzpartei | –           | –           | 1.132        | 0,8          |
|                                                       | –                                  | MLPD                 | –           | –           | 33           | 0,0          |
|                                                       | –                                  | DVU                  | –           | –           | 177          | 0,1          |
|                                                       | –                                  | ödp                  | –           | –           | 238          | 0,2          |
|                                                       | –                                  | PIRATEN              | –           | –           | 2.963        | 2,0          |
|                                                       | Richard Tiede                      | RRP                  | 1.153       | 0,8         | 1.150        | 0,8          |
| Gesamt                                                | Gesamt                             | Gesamt               | 146.942     | 100         | 147.366      | 100          |
|                                                       |                                    |                      |             |             |              |              |
| Ungültige Stimmen                                     | Ungültige Stimmen                  | Ungültige Stimmen    | 1.976       | 1,3         | 1.552        | 1,0          |
| Wähler                                                | Wähler                             | Wähler               | 148.918     | 77,9        | 148.918      | 77,9         |
| Wahlberechtigte                                       | Wahlberechtigte                    | Wahlberechtigte      | 191.159     |             | 191.159      |              |
|                                                       |                                    |                      |             |             |              |              |
| Quellen: Die Bundeswahlleiterin, Kandidaten – Stimmen |                                    |                      |             |             |              |              |